# Charles d'Andelot
Ferdinand Charles Antoine, Louis d'Andelot (Bergen, 19 december 1788 - Brussel, 8 april 1854) was een Belgisch senator.

## Levensloop
D'Andelot was een zoon van graaf Gabriel d'Andelot en van gravin Anne de Rodoan de Boussoit. Hij trouwde in 1811 met gravin Hélène de Lalaing (1771-1829) en was de schoonbroer van markies Charles Rodriguez d'Evora y Vega. Uit zijn huwelijk sproot slechts één zoon, Léon d'Andelot (1813-1873) die uit zijn huwelijk met Ida Rodriguez de Evora y Vega (1812-1878) slechts één dochter had, Olympe d'Andelot (1834-1860) met als gevolg dat de naam in 1873 uitstierf.
Hij studeerde aan het Collège de Droit in Brussel (1807). In 1816 verkreeg hij adelserkenning met de titel van graaf, die zijn voorouders ook al onder het ancien régime droegen. Van 1815 tot 1829 was hij kamerheer van koning Willem I. Van 1815 tot 1835 was hij burgemeester van Cambron-Saint-Vincent.
In 1830 speelde hij een rol tijdens de Belgische Revolutie, nadat hij vanaf 1829 had deelgenomen aan de petitiebeweging. Hij werd door het Voorlopig Bewind tot voorzitter benoemd van de commissie belast met het verlenen van hulp aan de families van tijdens de Revolutie gesneuvelde of gekwetste personen.
In 1831 werd hij verkozen tot senator voor het arrondissement Aalst. Hij behoorde eerst tot de katholieke groep senatoren, maar evolueerde naar de kant van de liberalen. Hij was in de Hoge Vergadering actief op verschillende domeinen, meer bepaald op het gebied van economische ontwikkeling en bouwen van toegangswegen (spoor, water) voor de streek van Aalst en voor de provincie Henegouwen. Hij bleef senator tot in 1848.